# مركز ثنية أم نخيلة
مركز ثنية أم نخيلة هو مركز إداري يتبع محافظة طبرجل في منطقة الجوف في المملكة العربية السعودية. وفقاً لإحصاء سنة 2010 بلغ عدد سكان المركز 45 سعودي و45 غير سعودي.

## المصدر
- دليل الخدمات: منطقة الجوف. مصلحة الاحصاءات العامة والمعلومات، المملكة العربية السعودية.